# Cyrtodactylus derongo
Cyrtodactylus derongo är en ödleart som beskrevs av  Brown och PARKER 1973. Cyrtodactylus derongo ingår i släktet Cyrtodactylus och familjen geckoödlor. Inga underarter finns listade i Catalogue of Life.